# Coop Centro Italia
Coop Centro Italia Soc. Coop. è stata una cooperativa di consumo formata da oltre 270.000 soci. È stata fondata il 20 maggio 1997 a Cortona, in provincia di Arezzo, per mezzo di una fusione societaria tra Unicoop Senese e Coop Umbria, cooperative toscane e umbre, perseguendo la funzione sociale, lo scopo e i principi mutualistici della cooperazione senza fini di speculazione privata. La sede legale si trova a Castiglione del Lago, in provincia di Perugia.
Dalla sua nascita, la Cooperativa si è estesa in tutta l'Italia centrale con l'obiettivo di rispondere sempre meglio alle esigenze dei soci, offrendo loro prodotti sicuri e di qualità al miglior prezzo possibile. Nel maggio 2015 la Cooperativa ha acquisito le società del Gruppo Superconti, rafforzando così la propria presenza nelle zone di tradizionale radicamento ed entrando in nuovi territori.
Coop Centro Italia è una delle sette grandi cooperative di consumatori del sistema Coop. Insieme a Unicoop Firenze e a Unicoop Tirreno (nonché a oltre 75 piccole e medie cooperative toscane) ha deciso di aderire al Distretto Tirrenico e all'ANCC della Lega Nazionale delle Cooperative e Mutue e al consorzio cooperativo Coop Italia.
Il 1° luglio 2025 avviene la fusione per incorporazione tra Unicoop Tirreno e Coop Centro Italia, che porta alla formazione di Unicoop Etruria.

## Storia

### Introduzione
La prima cooperativa di consumatori nell'area geografica nella quale oggi opera Coop Centro Italia ha le proprie origini nel novembre 1891.

### Nascita e sviluppo di Coop Umbria
Il primo nucleo cooperativo che avrebbe poi dato origine a Coop Umbria nacque nel 1959 a Castiglione del Lago, in provincia di Perugia, con il nome di Alleanza Cooperativa del Trasimeno. Inizialmente l’attività si concentrava sulla gestione di piccoli spacci alimentari rivolti alla popolazione locale, in un contesto economico ancora fortemente legato al commercio di prossimità.
A partire dal 1962, sotto la guida del presidente Leonardo Scarpini, la cooperativa avviò un processo di razionalizzazione e crescita, fondato su una strategia di fusione con altre piccole realtà cooperative dell’Umbria. Questo percorso di consolidamento portò, entro il 1966, alla gestione di 19 punti vendita, posizionando l’Alleanza del Trasimeno come seconda realtà cooperativa della regione, subito dopo la Cooperativa di consumatori fra lavoratori di Perugia, allora più grande ma anche maggiormente esposta alla concorrenza del mercato.
Nel 1967, un evento significativo segnò un punto di svolta per il commercio cooperativo umbro: l’apertura del supermercato di Elce, a Perugia, che introdusse un modello innovativo di vendita al dettaglio su ampia scala, diventando in breve tempo il principale punto vendita del capoluogo.
Il 30 settembre 1967, l’Alleanza del Trasimeno completò l’incorporazione della Cooperativa di Perugia e di altre tre piccole cooperative attive sul territorio regionale. Con questa operazione la cooperativa assunse una nuova denominazione, Unione Cooperativa di Consumo, arrivando a contare ben 61 punti vendita, di cui due supermercati, rappresentando un’importante rete distributiva in ambito regionale.
Il 12 maggio 1969, fu inaugurato il primo supermercato a Foligno, in Via Umberto I, a testimonianza dell’espansione della cooperativa anche verso altri centri urbani dell’Umbria.
Negli anni Settanta, tuttavia, la cooperativa affrontò un periodo di crisi gestionale. La mancanza di competenze manageriali adeguate, i ritardi nell’ammodernamento della rete commerciale e la chiusura progressiva di numerosi piccoli spacci determinarono una situazione di difficoltà economica, con perdite ricorrenti nella gestione ordinaria.
Il processo di risanamento aziendale prese forma grazie all’intervento del dirigente Gino Domenici, proveniente da Unicoop Tirreno, che portò con sé una visione più moderna della gestione cooperativa. Con la sua nomina a presidente, l’Unione Cooperativa di Consumo cambiò ufficialmente denominazione in Coop Umbria.
Il rilancio della cooperativa si concretizzò nel corso dei primi anni Ottanta, con il ritorno a un equilibrio finanziario e l’avvio di una fase di crescita contenuta ma costante. Nel 1984, venne inaugurato un nuovo magazzino centrale a Castiglione del Lago, con una superficie di 60.000 metri quadrati. La struttura era controllata dal Consorzio Centro Italia e partecipata da Unicoop Senese, da altre piccole cooperative umbre e da Unicoop Firenze.
Nel 1985 fu aperto un nuovo supermercato a Terni, ampliando ulteriormente la rete distributiva regionale. Due anni più tardi, nel 1987, venne inaugurato il centro commerciale Agorà di Foligno, che rappresentò un importante passo verso una concezione più moderna e integrata della distribuzione al dettaglio in Umbria.

### Nascita e sviluppo di Unicoop Senese
Prima della fine della guerra, in provincia di Siena vi era già una Coop forte: la "Antonio Gramsci" fondata nel 1944 da 16 soci, che al gennaio 1945 contava già 20 spacci. Successivamente nacquero altre Coop, sia nel Senese che nell'Aretino. Negli anni sessanta, con l'arrivo delle grandi catene distributive, vi furono problemi con la gestione quotidiana. L'Ancc raccomandò, come in altri casi, di effettuare fusioni e creare consorzi per l'approvvigionamento, e, nell'estate del 1964 nacque la prima cooperativa unificata: L'"Alleanza cooperative di consumo Valdichiana". Tuttavia la frammentazione in quell'area era elevata: nel 1965 in provincia di Siena vi erano ancora 62 cooperative e 108 spacci, mente in provincia di Arezzo ven'erano 39, con 65 spacci.
Il presidente dell'Ancc, Celso Branchelli fece pressioni per creare una Coop unica provinciale, che, parzialmente, nacque nel 1974 con il nome di Unicoop Senese. Già nell'anno successivo la nuova cooperativa associava 3 supermercati, più uno in allestimento e otto minimercati. Nel corso del tempo proseguirono le fusioni e le nuove aperture, con l'incorporazione dell'Alleanza Casentinese nel 1983, l'apertura del primo centro commerciale con supermercato, a Monteroni d'Arbia nel 1988, seguito da quello di Cortona, dal supermercato di Castellina in Chianti nel 1990 e dai centri commerciali di Sinalunga e di Monte San Savino, rispettivamente nel 1990 e nel 1992.

### Nascita e sviluppo di Coop Centro Italia
Alla metà degli anni Novanta la Coop Umbria e l'Unicoop Senese, pur avendo espanso negli anni la loro presenza e attività, rimanevano comunque cooperative di medie dimensioni. Si iniziò quindi a progettare una fusione, al fine di poter dare alle aree da loro servite, i benefici della grande dimensione. Così nel 1997, al Teatro Signorelli di Cortona (AR), nacque ufficialmente Coop Centro Italia. La fusione avvenne incorporando Coop Umbria in Unicoop Senese, cambiando la denominazione in Coop Centro Italia e trasferendo la sede a Castiglione del Lago. La nuova cooperativa aveva così 186.000 soci, 275 milioni di euro di vendite e 1.196 dipendenti.

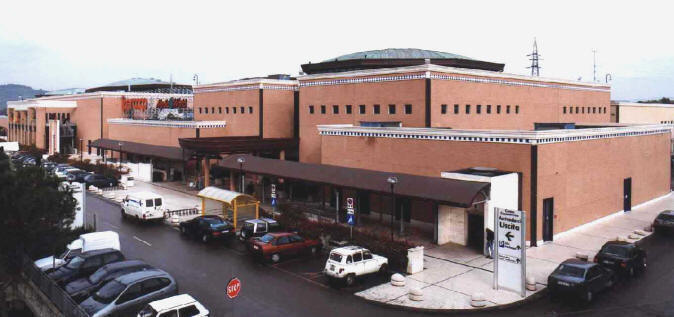
Centro Commerciale Collestrada Coop Centro Italia

Nello stesso anno avvenne l'apertura, con una superficie di vendita di circa 6.000 m², del primo IperCoop della cooperativa all'interno del Centro commerciale "Collestrada" di Perugia. La presenza della Coop Centro Italia si estese inoltre in provincia dell'Aquila, attraverso l'acquisizione di una piccola catena locale che gestiva spacci e supermercati per un totale di 4.000 m² di area vendita. Nel 1999 è avvenuta l'incorporazione del Consorzio Centro Italia che già gestiva il magazzino di Castiglione del Lago.
Dalla sua nascita, Coop Centro Italia ha incrementato la sua presenza soprattutto nel canale supermercati, in prevalenza di medio-grandi dimensioni, sostituendo gradualmente alcuni minimercati e negozi tradizionali con nuovi supermercati. L'interessamento agli ipermercati, in questa fase iniziale, è stato inferiore rispetto ad altre Coop, anche perché la Cooperativa opera su un territorio non densamente popolato.

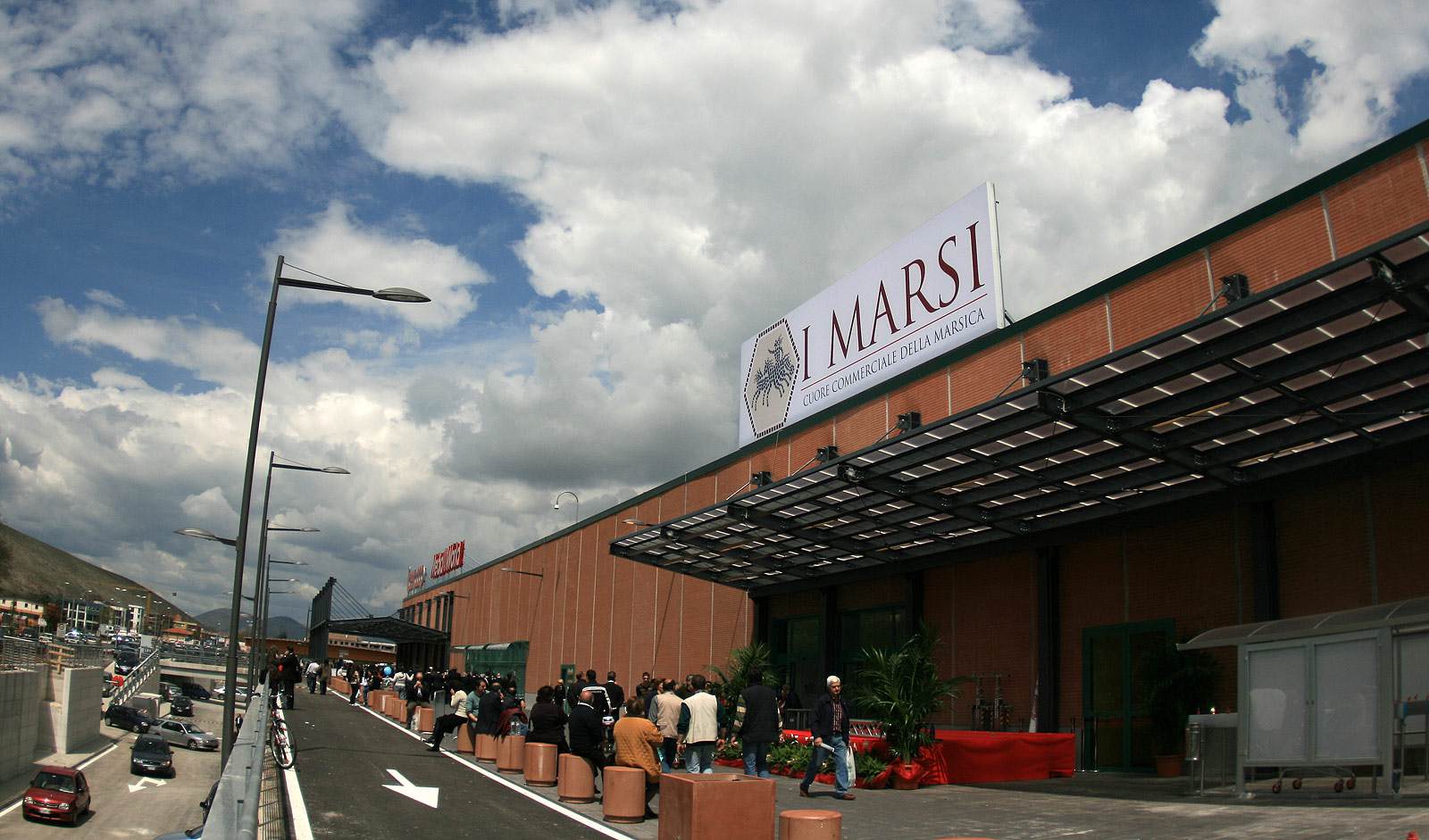
Centro Commerciale I Marsi Coop Centro Italia

Dal 2002 vi è stato un certo aumento di aperture, nonché una revisione nello sviluppo del canale ipermercati. Nuove strutture nel canale "super" vengono aperte a Bibbiena (AR), a Rapolano Terme (SI), a Sulmona (AQ), a Torrenieri (SI) e infine a Monteroni d'Arbia (SI). Nel 2005, nell'area ex-Siri, apre il "Coop&Coop" di Terni, introducendo in Coop Centro Italia, il modello Coop&Coop di Coop Adriatica con una superficie di 5.500 m² di area vendita divisa in due parti: alimentari e non alimentari. Ad inizio 2007, la superficie di vendita equivalente alla superficie di vendita di un ipermercato, convinse i responsabili ad abbandonare il modello Coop&Coop, unificando le due parti della struttura e "promuovendola" a ipermercato IperCoop. Contemporaneamente, a fianco di queste aperture, vengono effettuate diverse ristrutturazioni, come a Rieti (2006). Dal 1997 al 2007 vi fu una crescita notevole: i soci passarono da 186.000 del 1997 a 438.000 del 2007, le vendite da 275 a 600,2 milioni di euro, i dipendenti da 1.196 a 2.587, mentre la superficie media di vendita passò dai 863 m² del 1997, ai 1.009 del 2004 fino ai 1.144 del 2007.
Nel 2007 vi è stata anche una revisione sulle cooperative di piccole superfici, con l'adozione dell'insegna e del formato InCoop di Coop Italia, e il passaggio delle piccole superfici a questa insegna. Il primo nuovo minimercato ad insegna InCoop è stato quello di Radda in Chianti (SI), nel marzo 2007.
Nel settembre 2007 vengono completati i lavori di ristrutturazione del Centro Commerciale "Collestrada" di Perugia, lavori che hanno comportato, tra le altre cose, l'ampliamento della superficie di vendita dell'IperCoop ad oltre 8.000 m², l'ampliamento della galleria commerciale con nuovi negozi, e, per la prima volta nel sistema Coop, l'apertura di "Collestrada Carburanti", distributore di carburanti indipendente, non legato ad una compagnia petrolifera.
Nel 2008 viene dato un nuovo impulso allo sviluppo commerciale in Abruzzo, con l'apertura di un supermercato a Capistrello e di due supermercati ad Avezzano. Sempre ad Avezzano, il 24 aprile 2008 viene aperto il terzo IperCoop della Cooperativa, nel centro commerciale "I Marsi". Tra il 2009 e il 2013 sono stati aperti 19 nuovi punti vendita e 10 sono stati ristrutturati.
Nel 2013 il presidente Giorgio Raggi organizza una serie di iniziative per promuovere la realizzazione di un ipermercato nell'area dell'ex zuccherificio di Rieti posseduta da Coop, che era già stata proposta in precedenza al comune di Rieti, ma l'anno successivo Coop rinuncia all'investimento, per via dell'allungarsi dei tempi necessari alla discussione sulla destinazione dell'area.

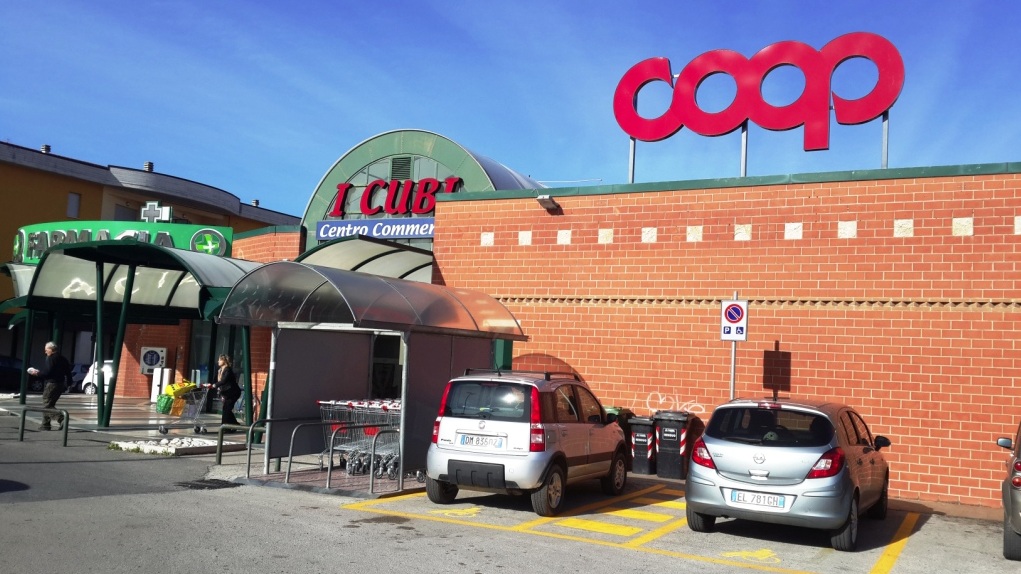
Villa Reatina punto vendita Coop Centro Italia

Il 2014 vede una forte accelerazione dello sviluppo: il 13 febbraio 2014 viene ristrutturato il negozio di Montalcino, e il 22 marzo 2014 viene aperto il nuovo punto vendita a Passo Corese, rilevato dalla cooperativa Coop 76 fallita nel 2012, con il quale per la prima volta Coop Centro Italia si spinge a sud di Rieti.
Il 27 marzo 2014 viene riaperto dopo una totale ristrutturazione lo storico supermercato Coop di Castiglion Fiorentino. Il 3 aprile 2014 è la volta del punto vendita di Norcia: ristrutturazione completa e restyling del supermercato.
Il 10 aprile 2014 nel quartiere Villa Reatina di Rieti viene aperto un nuovo supermercato a insegna Coop, rilevato dalla cooperativa Coop 76 fallita nel 2012; si tratta del 70° punto vendita della Cooperativa.
Il 28 giugno 2014 nuova apertura, questa volta in Abruzzo. Nel comune di Scoppito viene aperto un supermercato Coop Centro Italia. Si tratta di un punto vendita ampio circa 1.000 m² che va a rafforzare la presenza della Cooperativa nel territorio aquilano.
Il 16 gennaio 2015 è stato aperto un nuovo supermercato a Montopoli di Sabina, rilevato dalla cooperativa Coop 76 fallita nel 2012..
Nel 2015 la Cooperativa ha rafforzato e rinnovato la propria presenza sul territorio di Perugia: il 18 giugno è stato aperto un nuovo supermercato nel quartiere di Madonna Alta, mentre il 25 giugno è terminata la ristrutturazione del punto vendita di Cortonese. L'8 novembre è stato aperto un nuovo punto vendita Coop a Terni in località Fontana di Polo.
Il 27 maggio 2015 Coop Centro Italia ha acquisito le quote societarie del gruppo Superconti. Il gruppo Coop Centro Italia è composto da oltre 100 punti vendita in 9 province (Arezzo, Siena, Perugia, Terni, Rieti, Macerata, L'Aquila, Viterbo e Roma) con un fatturato di oltre 750 milioni di euro e 3.450 dipendenti.
Il 28 giugno 2021 si è insediato il nuovo consiglio di amministrazione di Coop Centro Italia. Il nuovo CDA rimarrà in carica fino al 2024 ed è composto da 31 membri. Il CDA ha provveduto alla nomina della presidenza della cooperativa indicando come nuovo presidente Antonio Erminio Bomarsi e come vicepresidenti Lorenzo Ortolani e Lorenzo Pelosi.
Nel mese di gennaio 2022 Coop Centro Italia ha ceduto i 29 negozi della rete toscana, situati nelle province di Siena ed Arezzo, alla società Terre di Mezzo controllata dal gruppo Unicoop Firenze.
 Sviluppi recenti
Nel marzo 2024 Coop Umbria ha inaugurato un nuovo parco commerciale a Bastia Umbra, ampliando la propria presenza nel territorio regionale.
Prospettive future
La cooperativa ha annunciato nuove aperture nei prossimi anni, con particolare attenzione a centri urbani medi, alla riqualificazione di strutture esistenti e alla sostenibilità energetica.
Gli investimenti punteranno a una rete più moderna, accessibile e digitale, restando fedeli ai valori cooperativi e ai bisogni locali.

## Soci
Al 31 dicembre 2021 i soci sono oltre 360.000.
I soci sono organizzati in 18 Sezioni Soci territoriali (vedi schema sottostante).
Coop Centro Italia offre ai propri soci il servizio di Prestito Sociale. Da marzo 2012 Coop Centro Italia ha introdotto il Prestito Sociale Vincolato, che permette di avere interessi più elevati vincolando quote del proprio prestito sociale per 18, 24, 36, 48 mesi.
Nel 2013 l'attività delle Sezioni Soci sul territorio ha continuato ad espandersi: sono state realizzate 220 iniziative che hanno permesso alla Cooperativa di affermare la propria presenza; da citare inoltre l'impegno nelle attività, promosse in autonomia dalle Sezioni Soci nel corso dell'anno, per la tutela dell'ambiente, per il sostegno alle strutture di solidarietà adottate, per le attività con le scuole, e per l'aiuto concreto alle cooperative di “Libera”. Nel 2014 e nel 2015 l'impegno distintivo dei Soci e dei Lavoratori Coop Centro Italia si concentra sul "No alla violenza contro le donne". Tantissime le iniziative realizzate in tutti i territori in cui opera la Cooperativa. Nel 2016 la Cooperativa sceglie di continuare l'impegno nei territori contro la violenza sulle donne e di impegnarsi ancora più attivamente contro lo spreco alimentare attraverso il progetto Buon Fine. Nel biennio 2017-2018 all'impegno sul Buon Fine si aggiunge il progetto dedicato alla tutela dell'infanzia e dell'adolescenza chiamato "Insieme per il Nostro Futuro" e "La Spesa Sospesa", un'iniziativa svolta in collaborazione con enti di solidarietà dei territori, a favore dei più bisognosi. Dal 2019 i soci e lavoratori si impegnano attivamente per dare all'ambiente una nuova impronta, organizzando iniziative e collaborando con gli enti preposti sul territorio, in coerenza con l'impegno che Coop porta avanti da anni. Archiviato il 24 giugno 2019 in Internet Archive.
| Area Umbria                   | Area Lazio     | Area Abruzzo     |
| ----------------------------- | -------------- | ---------------- |
| Sezione Alta Valle del Tevere | Sezione Sabina | Sezione L'Aquila |
| Sezione Foligno               |                | Sezione Marsica  |
| Sezione Francigena            |                | Sezione Sulmona  |
| Sezione Gualdo Tadino         |                |                  |
| Sezione Gubbio                |                |                  |
| Sezione Orvieto               |                |                  |
| Sezione Perugia 1             |                |                  |
| Sezione Perugia 2             |                |                  |
| Sezione Perugia 3             |                |                  |
| Sezione Spoleto-Norcia        |                |                  |
| Sezione Terni                 |                |                  |
| Sezione Trasimeno             |                |                  |
| Sezione Todi-Marsciano        |                |                  |
| Sezione Umbertide             |                |                  |

## Buon Fine

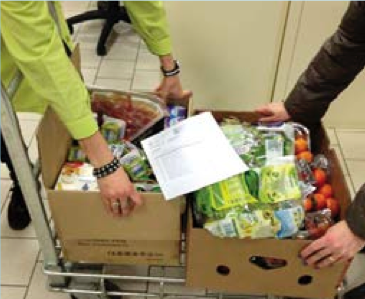
Progetto “Buon Fine” Coop Centro Italia

“Buon Fine” è il progetto di Coop Centro Italia per il recupero a fini sociali dei prodotti non più vendibili per difetti della confezione o perché vicini alla scadenza, ma ancora buoni e perfettamente commestibili dal punto di vista igienico-sanitario, da destinare ad associazioni di solidarietà dei territori.
Dal 1º gennaio al 31 dicembre 2023 sono state effettuate donazioni alle associazioni di solidarietà del territorio che partecipano al progetto per un peso complessivo di circa 190.000 kg di prodotti alimentari

## Rete di vendita
Il Gruppo Coop Centro Italia conta attualmente 76 punti vendita.
I punti vendita gestiti con il marchio Coop sono 43 e sono divisi tra minimercati a insegna Incoop (6), supermercati a insegna Coop (34), superstore a insegna Coop.CI (1) e ipermercati a insegna Ipercoop (3).
Questo è il dettaglio della rete di vendita:
- Umbria
  - Provincia di Perugia: 6 minimercati Incoop, 22 supermercati Coop, 1 superstore Coop. CI, 1 ipermercato Ipercoop;
  - Provincia di Terni 1: 2 supermercati Coop, 1 ipermercato Ipercoop.
- Lazio
  - Provincia di Rieti: 4 supermercati Coop.
- Abruzzo
  - Provincia dell'Aquila: 6 supermercati Coop, 1 ipermercato Ipercoop.

1 Provincia dov'è presente anche Unicoop Tirreno
Oltre 30 punti vendita sono gestiti con l'insegna Superconti.